# Elisa Aguilar
Pour les articles homonymes, voir Aguilar.
Elisa Aguilar, née le 15 octobre 1976 à Madrid, est une joueuse espagnole de basket-ball, évoluant au poste d'arrière.

## Club
- 1994-1997 : Real Canoe
- 1997-2000 : George Washington (NCAA)
- 2000-2001 : Perfumerias Avenida Salamanque
- 2001-2002 : CB Islas Canarias
- 2002-2010 : Ros Casares Valence
- 2010-2012 : Rivas Ecópolis
- 2012-2013: Spartak région de Moscou

### Ligue d'été
- 2002 : Starzz de l'Utah (WNBA)

## Palmarès

### Club
- Championnat d'Espagne 2004
- Finaliste du Championnat d'Espagne 1997
- Coupe de la Reine 1996, 2003, 2004, 2007, 2009, 2010, 2011
- Finaliste de la Coupe de la Reine 2001, 2005
- SuperCoupe d'Espagne 2003, 2004, 2006

### Sélection nationale
Championnat du monde de basket-ball féminin
- Médaille de bronze au Championnat du monde 2010
- 8e du Championnat du monde 2006 au Brésil

Championnat d'Europe de basket-ball féminin
- Médaille de bronze au Championnat d'Europe 2009 en Lettonie
- Médaille de bronze du Championnat d'Europe 2005 en Turquie
- Médaille de bronze du Championnat d'Europe 2001 en France
- Participation au Championnat d'Europe 1997 en Hongrie